# استان کیدال
کیدال یکی از استان‌های کشور مالی است که مرکز آن شهر کیدال است.
جمعیت این استان ۶۷٬۶۳۸ نفر و مساحت آن ۱۵۱٬۴۳۰ کیلومتر مربع است.
- Abeïbara Cercle
- Kidal Cercle
- Tin-Essako Cercle
- Tessalit Cercle